# أونور 10 أكس لايت
هاتف أونور 10 أكس لايت (بالإنجليزية: Honor 10X lite)‏ هو هاتف ضمن الفئة الاقتصادية المرتفعه والذي يأتي بتصميم جديد وعصري مع اداء قوي من حيث المعالج والبطارية ولكن الهاتف لا يأتي بخدمات جوجل.

## المواصفات
- ابعاد الهاتف 165.7×76.9×9.3 ملم
- وزن الهاتف 206 جرام
- يدعم NFC
- شاشة الهاتف بمقاس 6.67 بوصة
- جودة الشاشة FHD+ بدقة 2400x1080
- ذاكرة الهاتف 128 جيجا
- ذاكرة الهاتف العشوائية 4 جيجا بايت
- الكاميرا الخلفية رباعية (48+8+2+2) م.ب
- الكامير الامامية 8 م.ب
- معالج الهاتف Kirin 710A [2]
- معالج الهاتف الرسومي Mali-G51 MP4